# Heteroguina brandti
Heteroguina brandti är en insektsart som beskrevs av Young 1986. Heteroguina brandti ingår i släktet Heteroguina och familjen dvärgstritar. Inga underarter finns listade i Catalogue of Life.